# Roxane Bonet
Pour les articles homonymes, voir Bonet.
Roxane Bonet est une bodyboardeuse française née le 26 août 1989, originaire de l'île de La Réunion. Plusieurs fois championne de France open, elle a également remporté l'étape du Women's World Tour disputée lors du Manapany Surf Festival en avril 2012.

## Palmarès
- 2006 : Championne de France en bodyboard espoir ondine.
- 2006 : Vice-championne d'Europe.
- 2006 : Championne de la Réunion en bodyboard espoir.
- 2007 : Vice-championne de France en bodyboard ondine open.
- 2007 : Championne de France en bodyboard espoir.
- 2007 : Championne de la Réunion en bodyboard espoir et ondine.
- 2008 : Championne de France en bodyboard ondine open.
- 2009 : Championne de France en bodyboard ondine open.
- 2010 : Championne de France en bodyboard ondine open.
- 2012 : Vainqueur du Manapany Pro 2012, seconde étape aux championnats du monde de bodyboard.